# Shane's World
Shane's World Studios é uma empresa de filmes pornográficos criada em 1996. É uma das primeiras empresas pioneiras no estilo pornô real no entretenimento adulto. Ela foi fundada pela ex-atriz pornô Shane, que emprestou seu nome para o negócio. Shane vendeu a empresa em 1999 depois que decidiu se casar e deixar a indústria adulta.